# Werner Reinhart (Amerikanist)

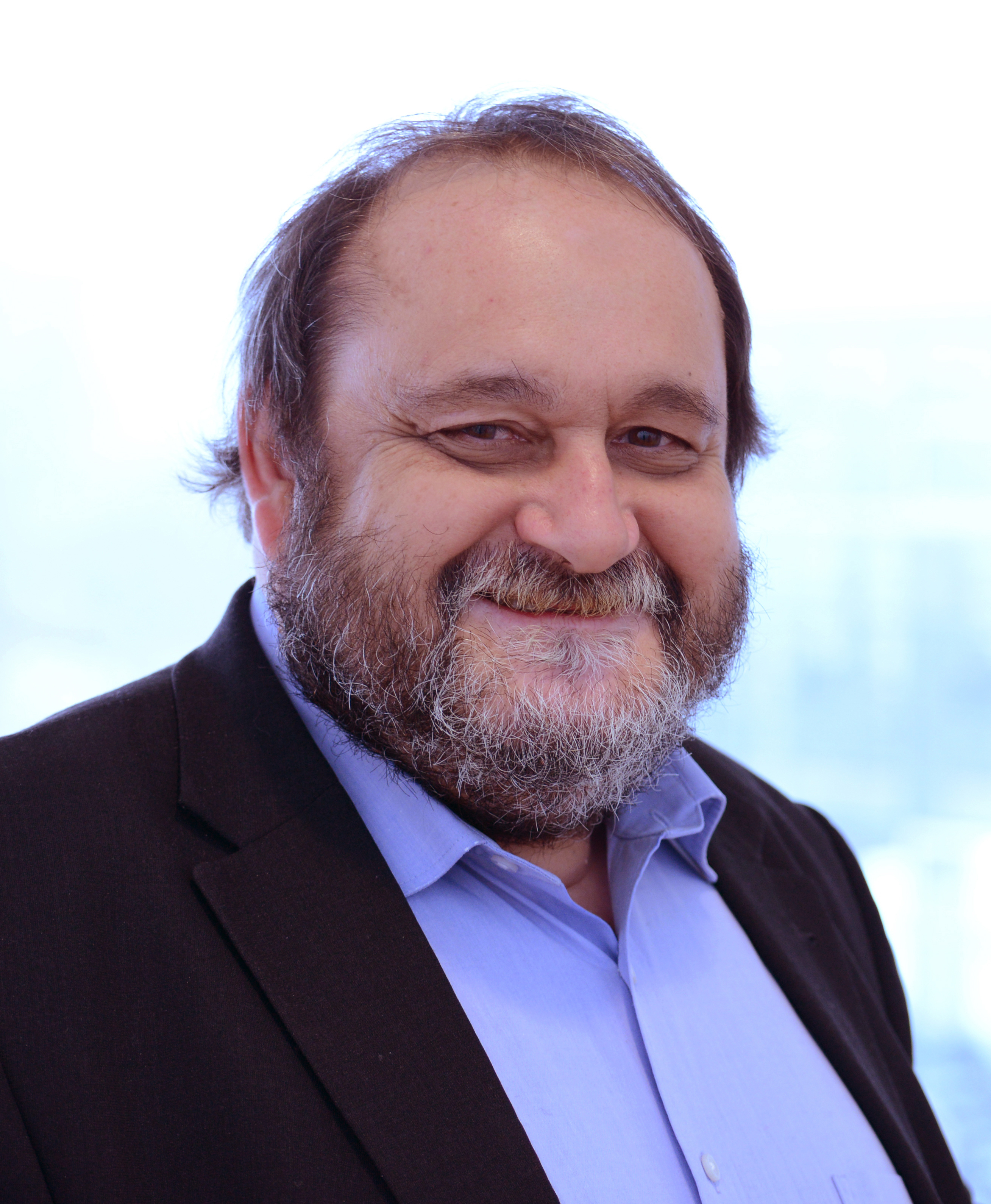
Werner Reinhart

Werner Reinhart (* 1958) ist ein deutscher Amerikanist und Hochschullehrer. Seit November 2012 ist er Präsident der Europa-Universität Flensburg.

## Leben
Werner Reinhart studierte Germanistik und Anglistik/Amerikanistik an der Universität Mannheim und der University of California in Berkeley. 1984 schloss er sein Studium mit dem Ersten Staatsexamen für das Lehramt an Gymnasien ab. 1990 wurde er zum Dr. phil promoviert (Thema: Literarischer Wahn: Studien zum Irrsinnsmotiv in der amerikanischen Erzählliteratur 1821 – 1850). 1998 habilitierte er sich im Fach Amerikanistik (Thema: Pikareske Romane der 80er Jahre: Ronald Reagan und die Renaissance des politischen Erzählens in den USA – Acker, Auster, Boyle, Irving, Kennedy, Pynchon).
Nach Lehrtätigkeit an der Universität Mannheim (von 1990 bis 1997 als wissenschaftlicher Assistent und ab 1998 als Hochschuldozent) und einem einjährigen Forschungsaufenthalt am Dartmouth College (New Hampshire, USA) erfolgte 2002 der Ruf auf eine C4-Professur an der damaligen Universität Flensburg. Reinharts Forschungsschwerpunkte liegen in den Bereichen Gegenwartsliteratur, Wechselbeziehung Literatur und Politik sowie Gattungstypologie.
Werner Reinhart war von 2010 bis 2012 Vizepräsident für Studium und Lehre. Nachdem die damalige Präsidentin der Universität Flensburg, Waltraud ‚Wara‘ Wende, im Juni 2012 vorzeitig aus dem Amt schied, um Bildungs- und Wissenschaftsministerin des Landes Schleswig-Holstein zu werden, stand Reinhart der Universität bis zu seiner Wahl im Oktober 2012 als Interimspräsident vor.
Unter seiner Präsidentschaft wurde die Universität in „Europa-Universität“ (Juni 2014) umbenannt. Es wurden an der EUF zum September 2017 international ausgerichtete Semesterzeiten (Frühjahrs- und Herbstsemester, Semesterbeginn jeweils am 1.3. bzw. 1.9.) eingeführt und sogenannte Europaprofessuren geschaffen. Im Bereich von Studium und Lehre wurden neue europawissenschaftliche Studiengänge eingerichtet. Im  November 2016 erfolgte die Gründung des „Zentrums für Bildungs-, Unterrichts-, Schul- und Sozialisationsforschung“ (ZeBUSS) und im März 2018 das „Interdisciplinary Centre für European Studies“ (ICES).
Von Juni 2014 bis Mai 2016 war Werner Reinhart Vorsitzender der Landesrektorenkonferenz Schleswig-Holstein.
Am 28. Juni 2017 bestätigte der Senat der Europa-Universität Flensburg Werner Reinhart als Präsidenten für eine zweite Amtszeit (2018–2024).